# Stanisław Sołtyk
Stanisław Sołtyk herbu Sołtyk (ur. 16 grudnia 1752, zm. 4 czerwca 1833) – senator-wojewoda Królestwa Polskiego, marszałek Sejmu Księstwa Warszawskiego, podstoli wielki koronny w latach 1784–1789, starosta olsztyński w 1789 roku, poseł na Sejm Czteroletni z województwa krakowskiego w 1790 roku, należał do najczynniejszych w przygotowaniu i przeprowadzeniu konstytucji 1791.

## Życiorys
Był synem Macieja, kasztelana warszawskiego, synowcem Kajetana Ignacego, biskupa krakowskiego. W 1783 został kawalerem Orderu Świętego Stanisława. 13 maja 1788 otrzymał Order Orła Białego.
W 1790 roku był członkiem Komisji Porządkowej Cywilno-Wojskowej województwa krakowskiego dla powiatów ksiąskiego i lelowskiego. 2 maja 1791 roku podpisał asekurację, w której zobowiązał się do popierania projektu Ustawy Rządowej. 
W 1794 w tajnej misji od Kościuszki do dworu wiedeńskiego, internowany przez Austriaków, 1795 na emigracji, odgrywał czołową rolę, należał do pierwszych inicjatorów legionów, był mężem zaufania sprzysiężeń krajowych (pod imieniem Weygtynowskiego). Parokrotnie więziony przez Prusaków i Austriaków, w 1800 dał inicjatywę stworzenia Towarzystwa Przyjaciół Nauk, w 1802 należał (wraz z Tadeuszem Czackim) do inicjatorów założenia Towarzystwa Handlowego, celem eksportu zboża przez Morze Czarne. W 1809 czynny w powstaniu galicyjskim. W tym samym czasie (1809) był prefektem departamentu radomskiego w Księstwie Warszawskim. 1811 marszałek sejmu Księstwa Warszawskiego. Członek deputacji Rady Generalnej Konfederacji Generalnej Królestwa Polskiego do Napoleona w 1812 roku. Za Królestwa prezes Centralnego Komitetu Towarzystwa Patriotycznego. 1825 senator-kasztelan (1826–1829) więzień stanu, przewodniczył 1829 spiskowi koronacyjnemu. Stanął jako oskarżony przed sądem, jednak uzyskał wyrok uniewinniający, m.in. dzięki postawie swojego obrońcy Marcelego Tarczewskiego. Po wybuchu powstania listopadowego uczczony, jako patriarcha walki o wolność, tytułem senatora-wojewody. Jako senator podpisał 25 stycznia 1831 roku akt detronizacji Mikołaja I Romanowa.
Rozbudował i zmodernizował zakłady metalowe w Chlewiskach.
W 1779 roku był dozorcą loży wolnomularskiej pod Trzema Hełmami, w XVIII wieku i w 1811/1812 roku członek loży Świątynia Izis.